# Кнапек, Эдина
Эдина Кнапек (венг. Knapek Edina, р.5 октября 1977) — венгерская фехтовальщица-рапиристка, чемпионка Европы, призёрка чемпионатов мира.

## Биография
Родилась в 1977 году в Будапеште. В 1999 году завоевала бронзовую медаль чемпионата Европы. В 2000 году приняла участие в Олимпийских играх в Сиднее, где стала 21-й в личном первенстве, и 6-й — в командном. В 2001 году завоевала серебряную и бронзовую медали чемпионата Европы. В 2002 году стала бронзовой призёркой чемпионата мира и серебряной призёркой чемпионата Европы. В 2005 году вновь стала бронзовой призёркой чемпионата мира. В 2007 году стала чемпионкой Европы. В 2008 году стала серебряной призёркой чемпионата Европы, а на Олимпийских играх в Пекине стала 5-й в личном первенстве, и 4-й — в командном. В 2011 и 2013 годах вновь завоёвывала бронзовые медали чемпионата Европы.